# Logická videohra
Logické videohry (anglicky puzzle video games) jsou rozsáhlým žánrem videoher. Jejich hlavním principem je řešení problémů, což zahrnuje hádanky, navigaci, učení se různým mechanikám, pochopení fyzikálních zákonů, logické myšlení, rozpoznávání vzorců a další. Tyto hry sice poskytují jiný pohled na věc a navádějí hráče k jinému způsobu myšlení, není ale prokázáno, že by zlepšovaly kognitivní schopnosti. Každá hra je jedinečná a často spadá do několika podžánrů, kvůli tomu nelze hry jednoznačně kategorizovat.

## Historie

Logo videohry Portal

Logické videohry se na trhu objevily v osmdesátých letech dvacátého století. Mezi jedny z prvních videoher tohoto žánru patří například Sokoban (1982) Lode Runner (1983) nebo Tetris (1984). V této době se utvořily hlavní podkategorie. 90. léta přinesla výkonnější počítače a konzole, které umožnily vývojářům vytvářet komplexnější hry, například Lemmings (1991) nebo The Incredible Mashine (1993). Díky lepším technologickým podmínkám vznikají nové žánry, se kterými se logické hry mísí. Kolem roku 2000 se objevily hry jako Bejeweled (2000), Portal (2007) a World of Goo (2008). Velkou roli v popularizaci logických videoher mají také mobilní telefony, hlavně po rozšíření chytrých telefonů.

## Digitalizace
Mnoho logických videoher je inspirováno tradičními logickými hrami. S nástupem technologie se tradiční logické hry postupně dostaly do digitální podoby, což vývojářům umožnilo vytvářet nové podžánry a také digitalizovat klasické deskové hry. Populární logické hry založené na logice, jako jsou šachy nebo dáma, byly naprogramovány do mnoha různých forem po celém internetu. Vývojáři se také inspirovali z Kde je Valdík?, digitalizací podžánru hledačky. Online logické hry se stávají stále populárnějšími díky dostupnosti, pohodlí a možnostem hráčů propojit se a soutěžit s hráči z celého světa.

## Příklady podžánrů

### Dobrodružné
Tyto hry provádějí hráče řadou prostředí (2D i 3D) po celém světě díky skrytým hádankám a rébusům. Tato podkategorie může využívat prvky jiných podžánrů, například hledačky, fyzikální nebo spoj tři. Příkladem žánru jsou hry jako Lumino City, The Witness a Escape Simulator.

### Fyzikální

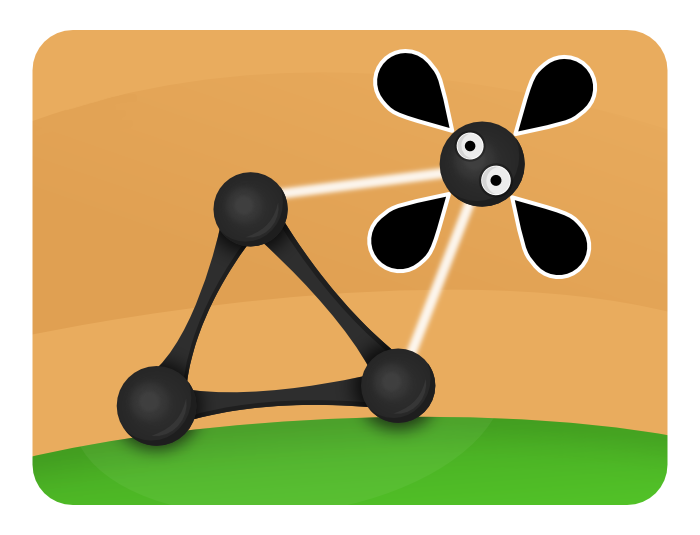
World of Goo

Fyzikální logické videohry využívají fyzikální zákony jako hlavní nástroj řešení problému. Fyzikální principy v těchto hrách mohou být velmi realistické nebo přehnané, aby vhodně zapadaly do světa dané hry. Hráč má za úkol přemístit objekt nebo hranou postavu na specifické místo za využití prostředí úrovně, aby ji úspěšně ukončil/splnil. Pedagogové používají tyto hry k demonstraci fyzikálních zákonů. Mezi fyzikální logické videohry patří například Portal a Portal 2, The Incredible Mashine, Cut the Rope a World of Goo.

### Hledačky, hledání skrytých objektů
Hlavní mechanikou těchto her je hledání předmětů v různých scénách. Tato podkategorie se dá dělit na hry s příběhem, existují pod zkratkami jako HOG, AHOG nebo HOPA (Please Touch The Artwork 2 nebo Grim Legends 2: Song of the Dark Swan), a bez příběhu (Hidden Folks a Hidden Cats).

### Hry s čísly

Sudoku

Jedná se o podkategorii logických videoher, která byla převzata a digitalizována z novin, časopisů a deskových her. Hráč pomocí logického myšlení a předem daného základu pracuje v číselné síti/mřížce. Příkladem mohou být tituly Hledání min a Hexcells či hry založené na zakódovaném obrázku (nonogramu) a sudoku.

### Slovní hry
Podobně jako hry s čísly byly i tyto hry přeneseny z prostředí z tiskovin a fyzických her. Slovní hry vyžadují, aby hráč seřadil písmena v určitém pořadí a vytvářel slova (word scramble/jumble), dále vyžadují doplňování slov na základě nápověd a všeobecném přehledu (křížovky), nebo hledat skrytá slova v bloku písmen (vícesměrky) apod.

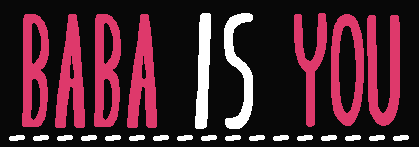
Logo videohry Baba is You

### Sokoban
Hráč posouvá předměty v bludišti na vyznačená místa. Tato podkategorie je pojmenovaná podle japonské hry Sokoban, jako další příklady můžeme uvést Baba is You nebo Sliko.

### Spoj tři
Hráč manipuluje předměty v mřížce, aby se spojily do požadovaných obrazců. Tato podkategorie digitálních videoher je rozšířené díky své jednoduchosti a potencionálně nekonečné znovuhratelnosti. Příklady: Bejeweled a Candy Crush.